# Saint-André-en-Terre-Plaine
Saint-André-en-Terre-Plaine is een gemeente in het Franse departement Yonne (regio Bourgogne-Franche-Comté) en telt 186 inwoners (1999). De plaats maakt deel uit van het arrondissement Avallon.

## Geografie
De oppervlakte van Saint-André-en-Terre-Plaine bedraagt 13,8 km², de bevolkingsdichtheid is 13,5 inwoners per km².
De onderstaande kaart toont de ligging van Saint-André-en-Terre-Plaine met de belangrijkste infrastructuur en aangrenzende gemeenten.

## Demografie
Onderstaande figuur toont het verloop van het inwonertal (bron: INSEE-tellingen).